# Roman Rożek
Roman Rożek (ur. 5 sierpnia 1942 w Busku-Zdroju) – polski bokser, dwukrotny medalista mistrzostw Europy, olimpijczyk.

## Życiorys
Walczył w wadze papierowej (do 48 kg). Dwukrotnie wystąpił na mistrzostwach Europy: w Bukareszcie w 1969 i Madrycie w 1971, za każdym razem zdobywając brązowy medal. Uczestniczył też w olimpiadzie w Monachium w 1972, ale przegrał pierwszą walkę.
Czterokrotnie zdobył tytuł mistrza Polski (1968, 1969, 1970 i 1972), a w 1971 był wicemistrzem. Walczył przez niemal całą karierę w Turowie Zgorzelec, z którym zdobył w 1970 drużynowe mistrzostwo Polski.
W swojej karierze stoczył 4 walki z Leszkiem Błażyńskim (mistrzem Europy), z czego 2 wygrał i 2 przegrał. 
Był zawodnikiem Polonii Jelenia Góra, Turowa Zgorzelec i Widzewa Łódź.
Po zakończeniu kariery został trenerem w RTS Widzew trenował juniorów w jednym z łódzkich klubów sztuk walki Sirocco.